# Charles-Pierre Bessières
Pour les articles homonymes, voir Bessières.
Pour les autres membres de la famille, voir Famille Bessières.
Charles-Pierre Bessières  (17 juin 1792 - Gramat (Lot) † 21 juin 1854) est un militaire et homme politique français du XIXe siècle.

## Biographie
Cousin des Bessières d'Istrie, Charles-Pierre Bessières était, depuis plusieurs années, chef de bataillon « en traitement de réforme », lorsqu'il fut, le 4 novembre 1837, élu à la place de son parent, Julien Bessières passé à la Chambre haute (Chambre des pairs), député au 3e collège du Lot (Figeac). Il était le candidat de l'administration.
Aussitôt après son élection, il fut remis en activité de service. M. Bessières soutint la politique conservatrice et le ministère Molé. Il fut réélu, le 2 mars 1839, mais rentra dans la vie privée au renouvellement de 1842.

## Distinctions
- Légion d'honneur :
  - Chevalier (18 juin 1823), puis,
  - Officier de la Légion d'honneur (2 décembre 1850).